# Bystřany
Bystřany är en ort i Tjeckien.   Den ligger i regionen Ústí nad Labem, i den nordvästra delen av landet, 70 km nordväst om huvudstaden Prag. Bystřany ligger 193 meter över havet och antalet invånare är 1 840.
Terrängen runt Bystřany är kuperad österut, men västerut är den platt.Runt Bystřany är det ganska glesbefolkat, med 38 invånare per kvadratkilometer. Närmaste större samhälle är Teplice, 3,1 km väster om Bystřany. I omgivningarna runt Bystřany växer i huvudsak blandskog.